# Tazuko Sakane
Tazuko Sakane (* 7. Dezember 1904 in Kyoto; † 2. September 1975 in Japan) war eine japanische Filmregisseurin, Drehbuchautorin und Filmeditorin. Sie war die erste Filmregisseurin in Japan und die einzige bis 1953.

## Leben
Der Vater von Sakane war ein wohlhabender Erfinder und Geschäftsmann, der auch Verbindungen zur Filmindustrie hatte, deren Zentrum in Sakanes Geburtsstadt Kyoto war. In ihrer Jugend ging Sakane oft mit ihrer Familie ins Kino. Sie besuchte ein College für Frauen um einen Abschluss in englischer Literatur zu erhalten, musste das aber auf Druck ihrer Stiefmutter abbrechen. 1924 arrangierten ihre Eltern eine Heirat mit einem Gynäkologen. Die Ehe war unglücklich und endete 1928 mit Scheidung. Sakane beschloss nicht neu zu heiraten, sondern eine Arbeit anzunehmen und wurde 1929 auf Vermittlung ihres Vaters Assistentin des Filmregisseurs Kenji Mizoguchi in den Nikkatsu Studios. Das war in einer Zeit des Übergangs vom Stummfilm zum Tonfilm, in der in beiden Systemen gedreht wurde und auch mit Zwischenformen. Das erste halbe Jahr war sie unbezahlte Assistentin. Da sie auf dem Set alle möglichen Hilfsarbeiten erledigen musste, ging sie dazu über statt Kimono Männerkleidung zu tragen. Mizoguchi machte sie zur Regieassistentin und sie arbeitete auch an Drehbüchern mit und im Filmschnitt, teilweise aber ohne genannt zu werden.
1932 folgte sie Mizoguchi nach Tokio, wo sie sich auch erstmals im Studio als eigenständige Regisseurin bewarb (der Stoff basierte auf Daddy Long-Legs von Jean Webster), was aber abschlägig beschieden wurde. Stattdessen gab es im Studio eifersüchtige Gerüchte, sie hätte ein Verhältnis mit Mizoguchi. 1936 ging sie mit Mizoguchi wieder nach Kyoto (zu den Daiichi Eiga Studios) und erhielt hier im selben Jahr ihre erste Chance als Regisseurin im Film Hatsu Sugata (Neue Kleider), der sich um die sozialen Hindernisse einer Liebe zwischen einer Geisha-Kandidatin und einem buddhistischen Priesterkandidaten, die in Trennung endete. Den Stoff konnte sie sich allerdings nicht selbst aussuchen und der Film wurde von den Kritikern negativ beurteilt und war kein Erfolg an den Kinokassen. Sie arbeitete danach weiter als Assistentin von Mizoguchi.
1940 trennte sie sich von Mizoguchi und erhielt vom Studio Tokyo Riken den Auftrag Dokumentarfilme zu drehen. Zunächst entstand eine Dokumentation über die Ainu in Hokkaido, was aber schon in Konflikt mit der Zensur geriet, die wünschte Japaner als homogenen Volkskörper darzustellen. Ab 1942 arbeitete sie an Dokumentationen für die staatliche Mandschurische Filmgesellschaft in der besetzten Mandschurei wieder als Regisseurin, wobei sie sich mit ihren Filmen speziell an Frauenpublikum wandte. Von den Dokumentationen ist nur Bräute an der Grenze von 1943 erhalten, der Japanerinnen als Siedlerinnen in die Landwirtschaft der Mandschurei locken sollte. Einige ihrer Dokumentationen waren Unterrichtsfilme für Garten- und Hausarbeiten. Nach dem Ende des Krieges blieb sie im nunmehr kommunistischen China, unterrichtete Filmtechniken für die neu gegründeten chinesischen Filmstudios und wirkte an Propagandafilmen mit. Dabei erhielt sie auch eine Einladung zu einem Film über sowjetisch-chinesische Freundschaft.
Im Oktober 1946 kehrte sie nach Japan zurück, konnte aber ihre Karriere als Filmregisseurin nicht fortsetzen, da sie vorgeblich keinen College-Abschluss hatte. Sie war wieder gezwungen für Mizoguchi als Assistentin zu arbeiten. 1962 ging sie in den Ruhestand, arbeitete aber weiter als Drehbuchschreiberin. 1975 starb sie an Magenkrebs.